# Marc Slivarich de Heldenbourg
Marc Slivarich de Heldenbourg, où Marko Šljivarić, né le 12 octobre 1762 à Verchindol (hr) (Croatie), mort le 27 août 1838 à Gignac (Hérault), est un général croate du Premier Empire.

## États de service
Il entre au service de l’Autriche en 1781, comme cadet d’artillerie, et en 1782, il devient enseigne dans les troupes croates. Le 1er janvier 1797, il obtient son brevet de capitaine au 2e régiment de chasseurs d’Illyrie (régiment d’Ottochatz).
Il est nommé major le 1er mars 1809, au régiment d’Ogulin, et le 14 octobre 1809, il passe au service de la France. Il reçoit un brevet de colonel provisoire par le maréchal Marmont le 1er janvier 1810, au 1er régiment de chasseurs illyriens (régiment de Lika), et il est fait officier de la Légion d’honneur le 28 novembre 1810. Il est confirmé dans son grade le 20 juillet 1811. En 1812, il fait la campagne de Russie, et il est blessé le 27 juillet 1812, à la bataille d'Ostrovno.
Il est promu général de brigade le 5 février 1813, au 4e corps de la Grande Armée, et le 23 mars suivant il est chargé de se rendre en Croatie, afin de recruter et commander une brigade de 1 000 hommes, chargée de repousser les Autrichiens. Il est fait prisonnier le 19 octobre 1813, à la bataille de Leipzig.
Le 25 juillet 1814, il est de retour en France, et il est placé en demi-solde. Le 23 avril 1815, l’Empereur lui confie le commandement de la 2e brigade de la 24e division d’infanterie du 9e corps d’observation du Var, et le 1er juin suivant il commande la place d’Antibes. Il est admis à la retraite le 18 octobre 1815, et il est naturalisé français le 8 octobre 1817.
Il meurt le 27 août 1838, à Gignac.

## Sources
- (en) « Generals Who Served in the French Army during the Period 1789 - 1814: Eberle to Exelmans »
- Thierry Pouliquen, « Les généraux français et étrangers ayant servis [sic] dans la Grande Armée » (consulté le 2 février 2015)
- (pl) « Napoléon.org.pl »
- « Cote LH/2529/56 », base Léonore, ministère français de la Culture